# F-F-F-Falling
F-F-F-Falling – pierwszy singel z czwartego albumu fińskiego zespołu The Rasmus – Into.

## Lista utworów
1. „F-F-F-Falling” – 3:52
2. „The Rasmus at Work” (video in MPEG-format)

## Listy przebojów
| Rok  | Kraj      | Najwyższa pozycja |
| ---- | --------- | ----------------- |
| 2001 | Finlandia | 1                 |
| 2001 | Izrael    | 8                 |